# Episodi di Dragnet (serie televisiva 1951) (sesta stagione)
La sesta stagione della serie televisiva Dragnet è andata in onda negli Stati Uniti dal 27 settembre 1956 al 23 maggio 1957 sulla NBC.
| nº | Titolo originale      | Prima TV USA      |
| -- | --------------------- | ----------------- |
| 1  | The Big Cat           | 27 settembre 1956 |
| 2  | The Big Missus        | 11 ottobre 1956   |
| 3  | The Big Beer          | 18 ottobre 1956   |
| 4  | The Big Net           | 25 ottobre 1956   |
| 5  | The Big Convertible   | 1º novembre 1956  |
| 6  | The Big Limp          | 8 novembre 1956   |
| 7  | The Big Tattoo        | 15 novembre 1956  |
| 8  | The Big Odd           | 22 novembre 1956  |
| 9  | The Big Bill          | 29 novembre 1956  |
| 10 | The Big Search        | 6 dicembre 1956   |
| 11 | The Big Talk          | 13 dicembre 1956  |
| 12 | The Big Doting Mother | 20 dicembre 1956  |
| 13 | The Big Handcuffs     | 27 dicembre 1956  |
| 14 | The Big Father        | 3 gennaio 1957    |
| 15 | The Big Switch        | 10 gennaio 1957   |
| 16 | The Big Steal         | 17 gennaio 1957   |
| 17 | The Big Manikin       | 24 gennaio 1957   |
| 18 | The Big No Tooth      | 31 gennaio 1957   |
| 19 | The Big Skip          | 7 febbraio 1957   |
| 20 | The Big Fin           | 14 febbraio 1957  |
| 21 | The Big Game          | 21 febbraio 1957  |
| 22 | The Big Coins         | 28 febbraio 1957  |
| 23 | The Big Close         | 7 marzo 1957      |
| 24 | The Big Tie           | 14 marzo 1957     |
| 25 | The Big Cup           | 21 marzo 1957     |
| 26 | The Big Truck         | 28 marzo 1957     |
| 27 | The Big Saint         | 4 aprile 1957     |
| 28 | The Big Match         | 11 aprile 1957    |
| 29 | The Big Help          | 18 aprile 1957    |
| 30 | The Big Celebration   | 25 aprile 1957    |
| 31 | The Big Cry Baby      | 2 maggio 1957     |
| 32 | The Big Lesson        | 9 maggio 1957     |
| 33 | The Big Soldier       | 16 maggio 1957    |
| 34 | The Big Make          | 23 maggio 1957    |

## The Big Cat
- Diretto da:
- Scritto da:

### Trama
- Interpreti: Jack Webb (sergente Joe Friday), Charles Braswell, Michael Dale, Shep Houghton, Jerome Landfield, Mildred von Hollen, Will Wright, George Fenneman (annunciatore in apertura), Hal Gibney (annunciatore in chiusura)

## The Big Missus
- Diretto da:
- Scritto da:

### Trama
- Interpreti: Jack Webb (sergente Joe Friday), Maxine Cooper, Joel Fluellen, Maidie Norman, Phyllis Planchard, George Fenneman (annunciatore in apertura), Hal Gibney (annunciatore in chiusura)

## The Big Beer
- Diretto da:
- Scritto da:

### Trama
- Interpreti: Jack Webb (sergente Joe Friday), Jean Andren, Hazel Franklyn, Lucien Littlefield, Ann Morrison, John Patrick, Carol Shannon, Olan Soule (Ray Pinker), Fay Spain, Frank Sully, George Fenneman (annunciatore in apertura), Hal Gibney (annunciatore in chiusura)

## The Big Net
- Diretto da:
- Scritto da:

### Trama
- Interpreti: Jack Webb (sergente Joe Friday), Ben Alexander (ufficiale Frank Smith #2), Norman Bartold (Barney Swanson), Peter Brocco (Vic Templar), Don C. Harvey (capitano Donahoe), Judd Holdren (poliziotto), Don Kent (ufficiale Sluder), Richard Norris (sergente Hatch), Maggie O'Byrne (Lomie), Julie Van Zandt (Joan Goram), Martha Wentworth (esercente dell'hotel), George Fenneman (annunciatore in apertura), Hal Gibney (annunciatore in chiusura)

## The Big Convertible
- Diretto da:
- Scritto da:

### Trama
- Interpreti: Jack Webb (sergente Joe Friday), Larry Barton, William 'Billy' Benedict, Robert Bice, Myrna Dell, Frank Fenton, Tony Michaels, George Fenneman (annunciatore in apertura), Hal Gibney (annunciatore in chiusura)

## The Big Limp
- Diretto da:
- Scritto da:

### Trama
- Interpreti: Jack Webb (sergente Joe Friday), Art Balinger (capitano Glavas), Rayford Barnes, William A. Forester, Don C. Harvey, Mary Beth Hughes, Ken Miller, Harvey Parry, Ernest Raboff, Wally Rose, George Fenneman (annunciatore in apertura), Hal Gibney (annunciatore in chiusura)

## The Big Tattoo
- Diretto da:
- Scritto da:

### Trama
- Interpreti: Jack Webb (sergente Joe Friday), Sammy Armaro, Parker Garvie, Pat Goldin, Irene James, William Kerwin, Sydney Mason, Ruth Phillips, Olan Soule (Ray Pinker), George Fenneman (annunciatore in apertura), Hal Gibney (annunciatore in chiusura)

## The Big Odd
- Diretto da:
- Scritto da:

### Trama
- Interpreti: Jack Webb (sergente Joe Friday), Darlene Fields, Don C. Harvey, Dennis Moore, Billy Nelson, Robert Patten, Evelyn Scott, Olan Soule (Ray Pinker), George Fenneman (annunciatore in apertura), Hal Gibney (annunciatore in chiusura)

## The Big Bill
- Diretto da:
- Scritto da:

### Trama
- Interpreti: Jack Webb (sergente Joe Friday), Harry Harvey, Jimmy Karath, Helena Nash, Kay Riehl, George Fenneman (annunciatore in apertura), Hal Gibney (annunciatore in chiusura)

## The Big Search
- Diretto da:
- Scritto da:

### Trama
- Interpreti: Jack Webb (sergente Joe Friday), Art Balinger (capitano Glavas), Tom Brown, Virginia Carroll, Robert Jordan, Frances Karath, George Fenneman (annunciatore in apertura), Hal Gibney (annunciatore in chiusura)

## The Big Talk
- Diretto da:
- Scritto da:

### Trama
- Interpreti: Jack Webb (sergente Joe Friday), Thom Carney, Barbara Drew, Kort Falkenberg, Charmienne Harker, Eddie Marr, Steve Wayne, George Fenneman (annunciatore in apertura), Hal Gibney (annunciatore in chiusura)

## The Big Doting Mother
- Diretto da:
- Scritto da:

### Trama
- Interpreti: Jack Webb (sergente Joe Friday), Julie Bennett, Bill Cassady, Nancy Kilgas, Marjorie Owens, Paula Trent, George Fenneman (annunciatore in apertura), Hal Gibney (annunciatore in chiusura)

## The Big Handcuffs
- Diretto da:
- Scritto da:

### Trama
- Interpreti: Jack Webb (sergente Joe Friday), Art Balinger (capitano Glavas), Tony Dante, Jesslyn Fax, Allen Kramer, Jack Mather, James Nusser, Clarence Straight, Chet Stratton, George Fenneman (annunciatore in apertura), Hal Gibney (annunciatore in chiusura)

## The Big Father
- Diretto da:
- Scritto da:

### Trama
- Interpreti: Jack Webb (sergente Joe Friday), Coulter Irwin, Jim Reppert, Russ Whitney, George Fenneman (annunciatore in apertura), Hal Gibney (annunciatore in chiusura)

## The Big Switch
- Diretto da:
- Scritto da:

### Trama
- Interpreti: Jack Webb (sergente Joe Friday), Sue George, Paula Hill, Monty Margetts, Kathryn Minner, Carlyle Mitchell, Jimmy Weldon, George Fenneman (annunciatore in apertura), Hal Gibney (annunciatore in chiusura)

## The Big Steal
- Diretto da:
- Scritto da:

### Trama
- Interpreti: Jack Webb (sergente Joe Friday), Michael Barrett, Steve Conte, Helen Jay, Don Marlowe, George Sawaya, George Fenneman (annunciatore in apertura), Hal Gibney (annunciatore in chiusura)

## The Big Manikin
- Diretto da:
- Scritto da:

### Trama
- Interpreti: Jack Webb (sergente Joe Friday), Jack Harris, William Lally, Lucille Vance, George Fenneman (annunciatore in apertura), Hal Gibney (annunciatore in chiusura)

## The Big No Tooth
- Diretto da:
- Scritto da:

### Trama
- Interpreti: Jack Webb (sergente Joe Friday), Tol Avery, Richard Devon, Robert Filmer (Patterfield - Dentist), Paul Hahn, Jack Holland, Edith Leslie, Sherman Sanders, George Fenneman (annunciatore in apertura), Hal Gibney (annunciatore in chiusura)

## The Big Skip
- Diretto da:
- Scritto da:

### Trama
- Interpreti: Jack Webb (sergente Joe Friday), Tom Avera, Robert Malcolm, Vance Skarstedt, Lyn Thomas, Maria Turner, George Fenneman (annunciatore in apertura), Hal Gibney (annunciatore in chiusura)

## The Big Fin
- Diretto da:
- Scritto da:

### Trama
- Interpreti: Jack Webb (sergente Joe Friday), Ernestine Barrier, Dallas Boyd, Frank J. Scannell, Paul Smith, Jack Wagner, George Fenneman (annunciatore in apertura), Hal Gibney (annunciatore in chiusura)

## The Big Game
- Diretto da:
- Scritto da:

### Trama
- Interpreti: Jack Webb (sergente Joe Friday), Wheaton Chambers, Lillian Culver, Paul Engle, Taylor Holmes, Lee Millar, Jack Mulhall, Olan Soule (Ray Pinker), George Spaulding, Hal Taggart, George Fenneman (annunciatore in apertura), Hal Gibney (annunciatore in chiusura)

## The Big Coins
- Diretto da:
- Scritto da:

### Trama
- Interpreti: Jack Webb (sergente Joe Friday), Gail Bonney, John Close, Bill Edwards, James Hyland, Sid Melton, Gordon Wynn, George Fenneman (annunciatore in apertura), Hal Gibney (annunciatore in chiusura)

## The Big Close
- Diretto da:
- Scritto da:

### Trama
- Interpreti: Jack Webb (sergente Joe Friday), Paula Hill, Hugh Lawrence, Len Lesser, Art Lewis, Sam Scar, George Fenneman (annunciatore in apertura), Hal Gibney (annunciatore in chiusura)

## The Big Tie
- Diretto da:
- Scritto da:

### Trama
- Interpreti: Jack Webb (sergente Joe Friday), George Baxter, James Douglas, Jess Kirkpatrick, Carl von Schiller, George Fenneman (annunciatore in apertura), Hal Gibney (annunciatore in chiusura)

## The Big Cup
- Diretto da:
- Scritto da:

### Trama
- Interpreti: Jack Webb (sergente Joe Friday), Harry Cody, Isabelle Dwan, Paul Gary, Earle Hodgins, Dan Sturkie, Ken Terrell, George Fenneman (annunciatore in apertura), Hal Gibney (annunciatore in chiusura)

## The Big Truck
- Diretto da:
- Scritto da:

### Trama
- Interpreti: Jack Webb (sergente Joe Friday), Joby Baker, Eddy Grove, Paul Knight, Brad Stevens, George Fenneman (annunciatore in apertura), Hal Gibney (annunciatore in chiusura)

## The Big Saint
- Diretto da:
- Scritto da:

### Trama
- Interpreti: Jack Webb (sergente Joe Friday), Art Balinger (capitano Glavas), George Barrows, Robert Brubaker, Paul Dubov, George Fenneman (annunciatore in apertura), Hal Gibney (annunciatore in chiusura)

## The Big Match
- Diretto da:
- Scritto da:

### Trama
- Interpreti: Jack Webb (sergente Joe Friday), Arnold Daly, Coleman Francis, Preston Hanson, Tom London, Ann Loos, Jill Richards, George Fenneman (annunciatore in apertura), Hal Gibney (annunciatore in chiusura)

## The Big Help
- Diretto da:
- Scritto da:

### Trama
- Interpreti: Jack Webb (sergente Joe Friday), Dorothy Arnold, Eve Brent, Michael Galloway, Russ Whiteman, George Fenneman (annunciatore in apertura), Hal Gibney (annunciatore in chiusura)

## The Big Celebration
- Diretto da:
- Scritto da:

### Trama
- Interpreti: Jack Webb (sergente Joe Friday), Lewis Charles, Don C. Harvey, Alice Reinheart, John Truax, George Fenneman (annunciatore in apertura), Hal Gibney (annunciatore in chiusura)

## The Big Cry Baby
- Diretto da:
- Scritto da:

### Trama
- Interpreti: Jack Webb (sergente Joe Friday), Tiny Brauer, Mary Castle, Joel Collins, John Indrisano, Ruth Swanson, George Fenneman (annunciatore in apertura), Hal Gibney (annunciatore in chiusura)

## The Big Lesson
- Diretto da:
- Scritto da:

### Trama
- Interpreti: Jack Webb (sergente Joe Friday), Norman Bartold, Don C. Harvey, Brett King, Mary Shipp, Ralph Votrian, George Fenneman (annunciatore in apertura), Hal Gibney (annunciatore in chiusura)

## The Big Soldier
- Diretto da:
- Scritto da:

### Trama
- Interpreti: Jack Webb (sergente Joe Friday), Marshall Bradford, Virginia Carroll, Martin Dean, Joseph Forte, Jean Inness, Charles Watts, George Fenneman (annunciatore in apertura), Hal Gibney (annunciatore in chiusura)

## The Big Make
- Diretto da:
- Scritto da:

### Trama
- Interpreti: Jack Webb (sergente Joe Friday), William 'Billy' Benedict, Wade Cagle, Greta Granstedt, Brett King, Natalie Masters (Edith Barson), Joey Ray, Greta Thyssen, George Fenneman (annunciatore in apertura), Hal Gibney (annunciatore in chiusura)